# Khúc Phụ
Khúc Phụ (chữ Hán giản thể: 曲阜市, âm Hán Việt: Khúc Phụ thị) là một thành phố cấp huyện thuộc địa cấp thị Tế Ninh, tỉnh Sơn Đông, Cộng hòa Nhân dân Trung Hoa. Thành phố này là quê hương của Khổng Tử, ở đây có Khổng Miếu, Khổng Lâm, Khổng Phủ, một di sản thế giới được UNESCO công nhận. Thành phố Khúc Phụ có diện tích 896 km², dân số năm 2001 là 640.000 người. Mã số bưu chính của Khúc Phụ là 273100.

## Khổng Miếu, Khổng Lâm, Khổng Phủ
Khổng Miếu, Khổng Lâm, Khổng Phủ nằm tại thành phố Khúc Phụ, tỉnh Sơn Đông, Trung Quốc, là quê hương của người sáng lập Nho giáo Khổng Tử. Năm 1994, UNESCO đã đưa quần thể di tích này vào danh mục "Di sản văn hóa thế giới".
Năm 478 TCN, sau khi Khổng Tử mất được một năm, Lỗ Ai Công đã hạ lệnh thờ cúng Khổng Tử và cho tu sửa nhà ở của ông để thành miếu thờ. Năm 195 TCN, Hán Cao Tổ Lưu Bang đã đến nước Lỗ cúng lễ Khổng Tử theo đại lễ. Đây cũng là điểm khởi đầu cho các bậc đế vương đến cúng tế Khổng Tử. Vua Ung Chính nhà Thanh đích thân đôn đốc việc tu sửa để hình thành quy mô như ngày nay.

## Khổng Miếu
Khổng Miếu nằm trong khuôn viên hình chữ nhật, chiều dài Nam Bắc 1300m, tổng diện tích 133.000m². Toàn bộ có 9 dãy kiến trúc liền kề với sân vườn, xếp hàng dọc trên một trục chính Nam Bắc, hai bên trục đối xứng nhau, mặt chính của miếu là hướng Nam.
Tòa cửa thứ nhất của Khổng Miếu là Linh Tinh Môn cao 10,3m rộng 13m được xây dựng thời Minh Vĩnh Lạc. Cửa này xây để cúng sao Thiên Điền trên trời, đều này thể hiện việc các Hoàng đế thời xưa cúng tế Khổng Tử như cúng tế trời, tôn thánh như tôn thiên. Hai bên cửa Linh Tinh đặt hai tấm bia đá lớn đề hàng chữ "quan viên hãy xuống ngựa". Phía sau cửa thứ năm của Khổng Miếu là một tòa lầu cao làm bằng gỗ gọi là Khuê Văn Các, xây dựng thời Tống Thiên Hỷ (Khuê là sao Khuê chủ quản sự hưng vong của văn chương dân gian). Khuê Văn Các cao 23,35m rộng 30m, ba tầng mái cong.
Kiến trúc chủ thể của Khổng Miếu là Đại Thành điện, nơi các Hoàng đế đến thờ cúng Khổng Tử. Đại Thành điện xây từ thời nhà Tống nhưng đến thời Ung Chính mới được trùng tu thành quy mô lớn.